# Języki tałyskie
Języki tałyskie – zespół językowy w obrębie języków północno-zachodnioirańskich.

## Klasyfikacja Merritta Ruhlena
Języki irańskie
- Języki zachodnioirańskie
  - Języki północno-zachodnioirańskie
    - Język medyjski†
    - Język partyjski†
    - Języki środkowoirańskie
    - Języki semnani
    - Języki kaspijskie
    - Języki zaza-gorani
    - Języki beludżi
    - Języki kurdyjskie
    - Języki tałyskie
      - Język tałyski
      - Język harzani

## Klasyfikacja Ethnologue
Języki irańskie
- Języki zachodnioirańskie
  - Języki północno-zachodnioirańskie
    - Języki beludżi
    - Języki kaspijskie
    - Języki środkowoirańskie
    - Języki kurdyjskie
    - Języki ormuri-paraczi
    - Języki semnani
    - Języki zaza-gorani
    - Języki tałyskie
      - Język alviri-vidari
      - Język esztehardi
      - Język gozarkhani
      - Język harzani
      - Język kabatei
      - Język kajali
      - Język karingani
      - Język kho’ini
      - Język koresz-e rostam
      - Język maraghei
      - Język razajerdi
      - Język rudbari
      - Język szahrudi
      - Język takestani
      - Język tałyski
      - Język taromi górny (tacki)